# Chicoutimi/Saint-Honoré Aerodrome
Chicoutimi/Saint-Honoré Aerodrome är en flygplats i Kanada.   Den ligger i regionen Saguenay–Lac-Saint-Jean och provinsen Québec, i den östra delen av landet, 500 km nordost om huvudstaden Ottawa. Chicoutimi/Saint-Honoré Aerodrome ligger 163 meter över havet. Den ligger vid sjön Lac Docteur.
Terrängen runt Chicoutimi/Saint-Honoré Aerodrome är platt.Runt Chicoutimi/Saint-Honoré Aerodrome är det tätbefolkat, med 356 invånare per kvadratkilometer.. Närmaste större samhälle är Saguenay, 11,6 km söder om Chicoutimi/Saint-Honoré Aerodrome. 
I omgivningarna runt Chicoutimi/Saint-Honoré Aerodrome växer i huvudsak blandskog.